# Happy Bob paa Rottejagt
Happy Bob paa Rottejagt er en en dansk stumfilm fra 1907 produceret af Nordisk Films Kompagni instrueret af Viggo Larsen efter manuskript af Arnold Richard Nielsen.
Filmen er en del af Nordisk Films serie om karakteren Happy Bob, en impulsiv amerikaner. 
Filmen blev distribueret i engelsktalende markeder under titlen Happy Bob rat-hunting.

## Handling
Happy Bob er på rottejagt og glemmer alt andet omkring ham under jagten.

## Medvirkende
- Storm P. som Happy Bob

## Reflist
1. ↑  Nordisk Films program